# Blake Edwards
Blake Edwards, pseudonimo di William Blake Crump (Tulsa, 26 luglio 1922 – Santa Monica, 15 dicembre 2010), è stato un regista, sceneggiatore e produttore cinematografico statunitense che, negli anni quaranta, in piccoli ruoli, prese parte come attore anche a circa una trentina di film.
Nonostante nel corso della sua lunga carriera si sia cimentato nei generi cinematografici più disparati, dal dramma al musical e dal poliziesco al western, il suo nome resta legato maggiormente alla commedia brillante, della quale è considerato uno dei grandi maestri. Tra le sue pellicole di maggior successo vi sono Colazione da Tiffany, Hollywood Party, 10, Victor Victoria, Operazione sottoveste e, soprattutto, la celeberrima serie de La Pantera Rosa.

## Biografia

### Inizi: 1948-1954
Figlio di un regista teatrale e nipote di J. Gordon Edwards, famoso per essere stato uno dei registi preferiti della diva del muto Theda Bara, Edwards iniziò la carriera come attore e sceneggiatore radiofonico. Dopo aver creato diversi progetti di successo per la televisione (scrivendo e dirigendo, negli anni cinquanta, le celebri serie di Mr. Lucky e Peter Gunn), firmò le sue prime sceneggiature cinematografiche per registi come Richard Quine e successivamente diresse delle commedie di routine per la Columbia.
Edwards lavorò sin dagli inizi con il compositore Henry Mancini, che firmò le colonne sonore di quasi tutti i suoi film e telefilm, tra cui il tema di Peter Gunn, quello più celebre de La Pantera Rosa, la canzone Moon River da Colazione da Tiffany, e le musiche di I giorni del vino e delle rose e Victor Victoria. Per questi ultimi tre film il musicista vinse i suoi quattro premi Oscar.

### I primi successi: 1955-1965
Il primo film di Blake Edwards fu il musical Quando una ragazza è bella (1955), mentre il suo primo successo commerciale fu la satira antibellica Operazione sottoveste (1959), nel quale i marinai Cary Grant (col quale il regista non instaura un buon rapporto) e Tony Curtis (col quale invece lavora in diverse occasioni) si ritrovano al timone di un sottomarino rosa.
Il successo mondiale arrivò due anni dopo con quello che viene considerato uno dei grandi classici della commedia sofisticata: Colazione da Tiffany (1961), con Audrey Hepburn e George Peppard. A questo seguirono il giallo Operazione terrore (1962), con Glenn Ford, e il dramma I giorni del vino e delle rose (1962), in cui Jack Lemmon e Lee Remick combattono con il problema dell'alcolismo.
Nel 1963 Edwards scrisse e diresse una commedia rivoluzionaria che inaugurò un nuovo filone di cinema comico: La Pantera Rosa, con Peter Sellers nei panni dell'imbranato ispettore Clouseau. Il film ottenne un tale successo che Edwards adattò la sua pellicola seguente facendola diventare un sequel. Il risultato, Uno sparo nel buio (1964), nel quale per la prima volta appaiono i celebri personaggi dell'ispettore capo Dreyfuss e il maggiordomo Kato, rimane un classico citato da comici e registi come punto di riferimento fondamentale della loro formazione (Jim Carrey, Peter e Bobby Farrelly e Shawn Levy, fra i tanti).

### Gli attriti con gli studios: 1966-1973
I film dei successivi dieci anni si rivelarono deludenti al botteghino, nonostante che fra questi ci siano classici del calibro de La grande corsa (1965), con Jack Lemmon, Tony Curtis e Natalie Wood, e Hollywood Party (1968), un omaggio di Edwards alle commedie del cinema muto, delle quali era un appassionato, e una vera lezione di comicità con un ispirato Peter Sellers. Edwards attribuì l'insuccesso commerciale di questi film all'invadenza degli studi cinematografici le cui imposizioni e veti finirono per amareggiare il regista a tal punto da volergli fare abbandonare Hollywood.
Per Operazione Crêpes Suzette (1970), Edwards scrisse la sceneggiatura del film (con William Peter Blatty) per esaltare le qualità della sua seconda moglie, l'attrice e cantante Julie Andrews, famosa per musical per famiglie come Mary Poppins. Con l'intenzione di ribaltare la sua immagine zuccherosa, Edwards intendeva creare un film di spionaggio, affidando alla Andrews il ruolo di una Mata Hari senza scrupoli che, nel tentativo di carpire segreti militari a Rock Hudson, si esibisce in spogliarelli e scene di seduzione. Il produttore della Paramount Robert Evans, volendo sfruttare il successo dei grandi musical interpretati fino a quel momento dalla Andrews, impose al regista di inserire nel film sequenze musicali con bambini che corrono su prati fioriti.
L'assurdità dell'imposizione (un tentativo di Evans di voler emulare il successo della Andrews in Tutti insieme appassionatamente) causò attriti fra produttore e regista che degenerano fino alla rottura. Edwards si rese conto di non avere scelta e tentò allora di trovare un compromesso che gli permettesse di mantenere la propria integrità all'interno della commedia musicale voluta dalla produzione. Il risultato finale fu una pellicola di genere indefinibile: un po' film di guerra, un po' farsa, un po' dramma, un po' commedia, un po' musical e il suo tonfo al botteghino fu colossale (nel 1992 Edwards presentò al Festival di Cannes il suo director's cut del film, una versione più snella e meno musicale che, dopo più di 20 anni dalla sua lavorazione, ricevette il consenso di una platea di intellettuali e celebrità).
Le sue due pellicole successive, il western Uomini selvaggi (1971) e il poliziesco Il caso Carey (1972), ebbero un destino simile a quello di Operazione Crêpes Suzette e vennero addirittura rimontate dagli studios. Edwards, con la moglie al fianco, abbandonò Hollywood.

### L'esilio da Hollywood: 1974-1978
Dopo un periodo in Gran Bretagna, dove diresse il film di spionaggio Il seme del tamarindo (1974), con la Andrews e Omar Sharif, e programmi televisivi per la moglie, il regista tornò in vetta al botteghino, realizzando tre ulteriori sequel della sua Pantera Rosa, sempre con Sellers come protagonista. I rapporti fra i due erano divenuti pessimi. Edwards, risentito del fatto che a Sellers venisse attribuito tutto il merito per un personaggio scritto da lui, e Sellers, che per spirito di rivalità sviluppò velleità di sceneggiatore (un suo treatment per un ulteriore sequel de La Pantera Rosa fece inorridire gli executive della Lorimar), arrivarono ai ferri corti ma, entrambi bisognosi di un successo, continuarono la loro collaborazione alternando momenti in cui non si rivolgevano la parola (ricorrendo ai rispettivi assistenti per comunicare) ad altri, dove la vecchia amicizia riaffiorava.

### Il ritorno a Hollywood: 1979-1982
Lo straordinario successo della serie permise a Edwards di portare sullo schermo la sceneggiatura che fino a poco tempo prima i produttori rifiutavano perché ritenuta troppo audace: 10 (1979). Il film fu uno dei più notevoli successi degli anni settanta, lanciò Bo Derek come pin up della sua epoca e inaugurò la carriera hollywoodiana di Dudley Moore ma, ancora più importante, spinse in avanti i confini della commedia sexy. Ancora una volta Edwards aprì nuove vie a questo genere del quale ormai era maestro indiscusso. Le idiosincrasie dei suoi personaggi, certi temi ricorrenti, il décor dei suoi film e l'elemento unificante della musica di Mancini, contribuirono a creare quello che viene definito dai Cahiers du cinéma come l'Edwards touch.
Il film successivo costituì una vera e propria vendetta nei confronti degli studi cinematografici, che negli anni passati avevano osteggiato la sua carriera. Con S.O.B. (1981) Edwards realizzò il suo film più personale, un'opera dalle forti tinte autobiografiche su una Hollywood cinica e spietata. In esso Richard Mulligan interpretò un produttore hollywoodiano che, dopo un ennesimo fiasco, decide di rigirare il suo ultimo musical per famiglie, interpretato dalla moglie/attrice (Julie Andrews), trasformandolo in un film pornografico. Segue un pandemonio alla Fratelli Marx con una conseguenza unica nella storia della commedia cinematografica: la morte del protagonista.
Nel 1982 il regista confezionò quello che i più considerano il suo capolavoro assoluto e per il quale ricevette la sua unica candidatura al Premio Oscar, quella come sceneggiatore di Victor Victoria. Il film vincerà numerosi altri riconoscimenti negli Stati Uniti e in Europa.

### Le opere crepuscolari: 1983-1991
La maggior parte delle opere di Edwards negli anni ottanta non incontrò i favori del grande pubblico ma esse contribuirono ad aumentare il suo status di auteur. Fra queste, Così è la vita (1986) e Appuntamento al buio (1987). La prima è una commedia agrodolce, la più personale del regista, in cui, attraverso un Jack Lemmon da manuale e un cast interamente composto da amici e familiari, mette a nudo le sue paure più recondite; la seconda ottenne un notevole successo al botteghino, lanciò Bruce Willis nel cinema e mostrò Kim Basinger in una veste insolita. Altri titoli da ricordare: I miei problemi con le donne (1983), con Burt Reynolds e Julie Andrews, Micki e Maude (1984), con Dudley Moore, Skin Deep - Il piacere è tutto mio (1989), con John Ritter e Nei panni di una bionda (1991), con Ellen Barkin e JoBeth Williams.

### Gli ultimi lavori: 1992-1995
Per via di un gusto e uno stile che affondano le loro radici nella pochade e commedia dell'arte, il regista è molto amato in Europa, soprattutto in Francia, Italia e Spagna (la critica inglese, invece, gli sarà sempre ostile). Nel 1992 il Festival di Cannes gli dedicò una retrospettiva e il presidente della repubblica francese gli consegnò la Legion d'onore. L'Italia è il paese che produce il maggior numero di monografie e saggi su Edwards e nel 1993 gli conferì il cavalierato della Repubblica per l'ordine delle arti e lettere. Dalla Spagna Pedro Almodóvar gli propose di dirigere il remake americano di Donne sull'orlo di una crisi di nervi e i due ne parlarono a lungo ma i tempi non erano giusti e il progetto (che avrebbe visto riunito un cast d'eccezione, fra cui Julie Andrews, Jane Fonda e Shirley MacLaine) non venne realizzato.
L'ultimo film del regista risultò essere il suo peggiore: Il figlio della Pantera Rosa (1993) con Roberto Benigni fu un fiasco di critica e commerciale. La sua ultima regia fu anche l'unica che realizzò per il teatro: Victor/Victoria a Broadway nel 1995, uno spettacolo che, nonostante il successo commerciale, fu al centro di molte controversie.

### Il ritiro e la morte: 1996-2010
Ormai debole e malato (a causa della sindrome da fatica cronica), Edwards si ritirò dalla regia per dedicarsi al suo secondo grande amore: la scultura, una passione che coltivò fino alla sua morte, con numerose mostre al suo attivo. L'ultima si svolse nel giugno 2010, alla Leslie Sacks Fine Art Gallery e i proventi andarono in beneficenza alla Operation USA's Haitian Quake Relief Fund.
Personaggio scomodo per Hollywood sin dall'inizio della carriera, Edwards fu spesso citato in tribunale dalle case di produzione, inimicandosi l'establishment che, come conseguenza, non gli prestò mai molta attenzione. nel 2004 l'Academy of Motion Picture Arts and Sciences gli consegnò un Oscar alla carriera. Nell'accettarlo Edwards, oramai ottantaduenne, lanciò un'ultima scherzosa polemica ringraziando anche i suoi nemici e inscenò uno stunt slapstick degno di uno dei suoi film, con tanto di sedia a rotelle che si sfascia contro un muro, per - se non altro - rompere con il protocollo e mostrare irriverenza verso la formalità della serata.
Nel settembre 2010 la stessa Accademia gli dedicò una serata speciale, intitolata An Evening with Blake Edwards, durante la quale venne proiettato il suo film S.O.B.. Nel primo decennio del nuovo millennio si parlò spesso di un ritorno di Edwards alla scrittura o alla produzione ma nulla si concretizzò. Il regista espresse pubblicamente la sua avversione per i nuovi film de La Pantera Rosa con Steve Martin, distribuiti nel 2006 e nel 2009. Il suo nome appare nei titoli come creatore dei personaggi ma, a parte ciò, egli non ebbe nulla a che vedere con questa nuova edizione.
Il 3 dicembre 2010 la moglie del regista, Julie Andrews, annunciò di dover abbandonare i suoi impegni di lavoro più immediati a causa della cattiva salute del marito ottantottenne. Blake Edwards morì il 15 dicembre successivo per le complicazioni di una polmonite. Il 29 marzo 2011 si tenne una serata in sua memoria, lontano dai media e alla presenza di amici e familiari, al Directors Guild di Los Angeles. Dopo i funerali, il corpo di Edwards fu cremato e le ceneri sono tuttora custodite dai familiari.

## Vita privata
Edwards, che ebbe due figli dal primo matrimonio (Geoff e Jennifer), negli anni settanta ha adottato, assieme alla seconda moglie Julie Andrews, due bambine vietnamite: Amy e Joanna. La figlia avuta dalla Andrews in prime nozze (Emma Walton) porta il totale della prole a cinque figli.
I coniugi Edwards, dopo 41 anni di matrimonio e nonni di sette nipoti, vissero fra le loro case di Malibù, New York e Gstaad (in Svizzera) fino alla morte del regista, avvenuta nel dicembre 2010.

## Filmografia

### Regista
- Quando una ragazza è bella (Bring Your Smile Along) (1955)
- Colui che rise per ultimo (He Laughed Last) (1956)
- Le avventure di mister Cory (Mister Cory) (1958)
- La tentazione del signor Smith (This Happy Feeling) (1958)
- In licenza a Parigi (The Perfect Furlough) (1958)
- Operazione sottoveste (Operation Petticoat) (1959)
- In due è un'altra cosa (High Time) (1960)
- Colazione da Tiffany (Breakfast at Tiffany's) (1961)
- Operazione terrore (Experiment in Terror) (1962)
- I giorni del vino e delle rose (Days of Wine and Roses) (1963)
- La Pantera Rosa (The Pink Panther) (1963)
- Uno sparo nel buio (A Shot in the Dark) (1964)
- La grande corsa (The Great Race) (1965)
- Papà, ma che cosa hai fatto in guerra? (What Did You Do in the War, Daddy?) (1966)
- Peter Gunn: 24 ore per l'assassino (Gunn) (1967)
- Hollywood Party (The Party) (1968)
- Operazione Crêpes Suzette (Darling Lili) (1970)
- Uomini selvaggi (Wild Rovers) (1971)
- Il caso Carey (The Carey Treatment) (1972)
- Il seme del tamarindo (The Tamarind Seed) (1974)
- La Pantera Rosa colpisce ancora (The Return of the Pink Panther) (1975)
- La Pantera Rosa sfida l'ispettore Clouseau (The Pink Panther Strikes Again) (1976)
- La vendetta della Pantera Rosa (Revenge of the Pink Panther) (1978)
- 10 (1979)
- S.O.B. (1981)
- Victor Victoria (1982)
- Sulle orme della Pantera Rosa (Trail of the Pink Panther) (1982)
- Pantera Rosa - Il mistero Clouseau (Curse of the Pink Panther) (1983)
- I miei problemi con le donne (The Man Who Loved Women) (1983)
- Micki e Maude (Micki + Maude) (1984)
- Un bel pasticcio! (A Fine Mess) (1986)
- Così è la vita (That's Life!) (1986)
- Appuntamento al buio (Blind Date) (1987)
- Intrigo a Hollywood (Sunset) (1988)
- Skin Deep - Il piacere è tutto mio (Skin Deep) (1989)
- Nei panni di una bionda (Switch) (1991)
- Il figlio della Pantera Rosa (Son of the Pink Panther) (1993)

### Sceneggiatore
- Panhandle (1948)
- Duello infernale (Stampede) (1949)
- Rainbow 'Round My Shoulder (1952)
- Marinai a terra (All Ashore) (1953)
- Cruisin' Down the River (1953)
- Il terrore corre sull'autostrada (Drive a Crooked Road) (1954)
- Atomicofollia (The Atomic Kid), regia di Leslie H. Martinson (1954)
- Quando una ragazza è bella (Bring Your Smile Along) (1955)
- Mia sorella Evelina (My Sister Eileen) (1955)
- Colui che rise per ultimo (He Laughed Last) (1956)
- Le avventure di mister Cory (Mister Cory) (1958)
- Off Limits - Proibito ai militari (Operation Mad Ball), regia di Richard Quine (1957)
- La tentazione del signor Smith (This Happy Feeling) (1958)
- Ucciderò alle sette (The Couch) (1962)
- L'affittacamere (The Notorious Landlady) (1962)
- Soldato sotto la pioggia (Soldier in the Rain) (1963)
- La Pantera Rosa (The Pink Panther) (1963)
- Uno sparo nel buio (A Shot in the Dark) (1964)
- La grande corsa (The Great Race) (1965)
- Papà, ma che cosa hai fatto in guerra? (What Did You Do in the War, Daddy?) (1966)
- Peter Gunn: 24 ore per l'assassino (Gunn) (1967)
- Hollywood Party (The Party) (1968)
- L'infallibile ispettore Closeau? (Inspector Clouseau), regia di Bud Yorkin (1968) - non accreditato
- Operazione Crêpes Suzette (Darling Lili) (1970)
- Uomini selvaggi (Wild Rovers) (1971)
- Il seme del tamarindo (The Tamarind Seed) (1974)
- La Pantera Rosa colpisce ancora (The Return of the Pink Panther) (1975)
- La Pantera Rosa sfida l'ispettore Clouseau (The Pink Panther Strikes Again) (1976)
- La vendetta della Pantera Rosa (Revenge of the Pink Panther) (1978)
- 10 (1979)
- S.O.B. (1981)
- Victor Victoria (1982)
- Sulle orme della Pantera Rosa (Trail of the Pink Panther) (1982)
- Pantera Rosa - Il mistero Clouseau (Curse of the Pink Panther) (1983)
- I miei problemi con le donne (The Man Who Loved Women) (1983)
- Per piacere... non salvarmi più la vita (City Heat) (1984)
- Un bel pasticcio! (A Fine Mess) (1986)
- Così è la vita (That's Life!) (1986)
- Intrigo a Hollywood (Sunset) (1988)
- Skin Deep - Il piacere è tutto mio (Skin Deep) (1989)
- Nei panni di una bionda (Switch) (1991)
- Il figlio della Pantera Rosa (Son of the Pink Panther) (1993)

### Attore
- I cavalieri azzurri (Ten Gentlemen from West Point), regia di Henry Hathaway (1942)
- Lucky Legs, regia di Charles Barton (1942)
- Joe il pilota (A Guy Named Joe), regia di Victor Fleming (1943)
- Cinque maniere di amare (Ladies Courageous), regia di John Rawlins (1944)
- See Here, Private Hargrove, regia di Wesley Ruggles (1944)
- The Eve of St. Mark, regia di John M. Stahl (1944)
- L'azione continua (Marine Raiders), regia di Harold Schuster (1944)
- Marshal of Reno, regia di Wallace Grissell (1944)
- La nave senza nome (Wing and a Prayer ), regia di Henry Hathaway (1944)
- Nel frattempo, cara (In the Meantime, Darling), regia di Otto Preminger (1944)
- My Buddy, regia di Steve Sekely (1944)
- The Unwritten Code, regia di Herman Rotsten (1944)
- Missione segreta (Thirty Seconds Over Tokyo), regia di Mervyn LeRoy (1944)
- She's a Sweetheart, regia di Del Lord (1944)
- This Man's Navy, regia di William A. Wellman (1945)
- A Guy, a Gal and a Pal, regia di Oscar Boetticher Jr. (Budd Boetticher) (1945)
- Gangs of the Waterfront, regia di George Blair (1945)
- Al caporale piacciono le bionde (What Next, Corporal Hargrove?), regia di Richard Thorpe (1945)
- I sacrificati (They Were Expendable), regia di John Ford (1945)
- Strangler of the Swamp, regia di Frank Wisbar (1946)
- Tokyo Rose, regia di Lew Landers (1946)
- Tutte le spose son belle (From This Day Forward), regia di John Berry (1946)
- Anime ferite (Till the End of Time), regia di Edward Dmytryk (1946)
- Lo strano amore di Marta Ivers (The Strange Love of Martha Ivers), regia di Lewis Milestone (1946)
- 'Big Town, regia di William C. Thomas (1946)
- I migliori anni della nostra vita (The Best Years of Our Lives), regia di William Wyler (1946)
- La morte è discesa a Hiroshima (The Beginning or the End), regia di Norman Taurog (1947)
- Pian della morte (Panhandle), regia di Lesley Selander (1948)
- Leather Gloves, regia di William Asher, Richard Quine (1948)

## Onorificenze
- Nel 1992 e 1993 a Edwards vengono consegnate la Légion d'honneur in Francia ed il cavalierato della Repubblica in Italia per l'ordine delle arti e lettere.
- La sua stella nell'Hollywood Walk of Fame si trova al 6910 dell'Hollywood Blvd.

## Riconoscimenti
- 1963 San Sebastiàn Film Festival premio per il miglior film straniero: I giorni del vino e delle rose
- 1977 Evening Standard British Film Awards per la migliore commedia: La Pantera Rosa colpisce ancora
- 1978 Evening Standard British Film Awards per la migliore commedia: La Pantera Rosa sfida l'ispettore Clouseau
- 1977 Evening Standard British Film Awards per la migliore commedia: La vendetta della Pantera Rosa
- 1977 Writers Guild of America premio per la miglior commedia (adattamento): La Pantera Rosa sfida l'ispettore Clouseau
- 1983 Candidatura al Premio Oscar come migliore sceneggiatura: Victor/Victoria
- 1983 Premio César: per il miglior film straniero: Victor/Victoria
- 1983 David di Donatello per la migliore sceneggiatura di un film straniero: Victor/Victoria
- 1983 Writers Guild of America premio per la miglior commedia (adattamento): Victor/Victoria
- 1990 Los Angeles Film Critics Association Award: premio alla carriera
- 1993 Directors Guild of America: premio alla carriera
- 2002 Writers Guild of America: premio alla carriera
- 2004 premio Oscar alla carriera

## Riferimenti nella cultura di massa
- Nel film biografico Tu chiamami Peter su Peter Sellers il personaggio di Blake Edwards è interpretato da John Lithgow
- Nel film biografico Not Only but Always su Dudley Moore è impersonato da Alistair Browning.

### Libri
- Roberto Vaccino, Blake Edwards, Il Castoro Cinema n. 71, Editrice Il Castoro, 1980
- William Luhr and Peter Lehman, Blake Edwards, Athens, Ohio University Press, 1981
- William Luhr and Peter Lehman, Returning to the Scene: Blake Edwards Vol.2., Athens, Ohio University Press, 1989
- Edoardo Bruno (a cura di), Blake Edwards, l'occhio composto, Le Mani, Genova, 1997
- Marco Massara e Giancarlo Zappoli (a cura di), Una pantera da Tiffany: Il cinema di Blake Edwards, Il castoro, Milano, 1997
- Santiago & Andrés Rubìn de Celis, Blake Edwards... o atrapar un rayo en una botella, T&B Editores, Madrid, 2004
- Matteo Poletti, Il tocco della Pantera Rosa: Il cinema di Blake Edwards, Il Principe Costante, Milano, 2008
- Sam Wasson, A Splurch in the Kisser: The Movies of Blake Edwards, Wesleyan University Press, 2009

### Articoli
- Stuart Byron, “Blake Edwards” in Stuart Byron and Elisabeth Weis (eds.), The National Society of Film Critics on Movie Comedy, New York, Viking Press, 1977, pp. 92–95
- Serge Daney “Strange Bodies”, Cahiers du Cinema in English No.3, Trans. Jane Pease, Rose Kaplin, Nell Cox, 1966, pp. 26–27
- Jean-Francois Hauduroy, “Sophisticated Naturalism, interview with Blake Edwards by Jean-Francois Hauduroy”, Cahiers du Cinema in English No.3, Trans. Jane Pease, Rose Kaplin, Nell Cox, 1966, pp. 20–26
- Dave Kehr, “Blake Edwards”, International Dictionary of Films and Filmmakers, 2nd Edition, Chicago, St James Press, 1991, pp. 257–259
- Harlan Kennedy, “Blake Edwards: Life After '10'”, American Film, luglio-agosto 1981, pp. 24–28
- Adrian Martin, “'10'”, Cinema Papers, giugno-luglio 1980, pp. 201–203
- Adrian Martin, “Blake Edwards' Sad Songs of Love”, Freeze Frame, July 1987, pp. 10–13
- Alain Masson, “Allegro Vivace (L'amour est une grande aventure”, Positif, n.321, giugno 1989, pp. 60–61
- Myron Meisel, “Blake Edwards” in Jean-Pierre Coursodon with Pierre Sauvage (eds.), American Directors Vol.2., New York, McGraw Hill, 1983, pp. 117–132
- Andrew Sarris, “Blake Edwards”, The American Cinema: Directors and Directions 1929-1968, New York, Dutton, 1968, pp. 91–93
- David Mermelstein, DGA Quarterly